# Sovjak (Trnovska vas)
Sovjak is een plaats in Slovenië en maakt deel uit van de gemeente Trnovska vas in de NUTS-3-regio Podravska. De plaats telde 73 inwoners op 1 januari 2020.